# Anomiopus pumilius
Anomiopus pumilius är en skalbaggsart som beskrevs av Canhedo 2006. Anomiopus pumilius ingår i släktet Anomiopus och familjen bladhorningar. Inga underarter finns listade i Catalogue of Life.